# Bernhard Studer
Bernhard Studer (Büren, 21 de agosto de 1794 - Berna, 2 de mayo de 1887) fue un geólogo suizo.
Nació en Büren, muy cerca de Berna. A pesar de su educación como clérigo, pronto se interesó por la geología en la Universidad de Gotinga, dedicando su vida a ello. Posteriormente estudió en Friburgo, Berlín y París, y en 1816 ejerció de profesor de matemáticas y física en la Academia de Berna. En 1825 publicó Beytrage zu einer Monographie der Molasse.
Más tarde, comenzó a investigar en profundidad los Alpes occidentales, y en 1834 publicó Geologie der westlichen Schweizer-Alpen. En aquel mismo año, debido en gran medida a su influencia, la Universidad de Berna abrió sus puertas, y se convirtió en el primer profesor de mineralogía. 
Su obra Geologie der Schweiz fue publicada en dos volúmenes, en 1851 y 1853 respectivamente, y, con la ayuda de Arnold Escher von der Linth realizó mapas geológicos de Suiza. En 1859 organizó la Geological Survey de Suiza, siendo presidente de la comisión y manteniendo dicho cargo hasta casi el fin de su vida.
Estuvo presente en la primera conferencia de la Compañía Helvética de las ciencias naturales en Ginebra el 6 de octubre de 1815, de la que fue miembro durante 72 años. En 1879 recibió la Medalla Wollaston de la Geological Society of London. Murió el 2 de mayo de 1887 en Berna.
La necrología, por Jules Marcou, se publicó en Ann. rep. amer. acad, sci. en 1888.

## Obras
- Beyträge zu einer Monographie der Molasse, (1825)
- Geologie der westlichen Schweizer-Alpen, (1834)
- Geologie der Schweiz, 2 volúmenes, (1851 y 1853)